# مرتب موسيقي
المرتب الموسيقي (بالإنجليزية: Music sequencer)‏ هو جهاز أو برنامج تطبيقي يمكنه تسجيل أو تعديل أو تشغيل الموسيقى، من خلال معالجة معلومات النوطات والعزف في عدة صيغ، مثل CV/Gate أو ميدي أو بروتوكول OSC، بالإضافة إلى بيانات الصوت والأتمتة في محطات عمل الصوتيات الرقمية والإضافات الصوتية.

## نظرة عامة

### المرتبات الحديثة
مكنت بداية الواجهة الرقمية للآلات الموسيقية (ميدي) وحاسوب أتاري إس تي المنزلي في عقد 1980 المبرمجين من تصميم برمجيات تستطيع بسهولة تسجيل وتشغيل سلاسل من النوطات يعزفها أو يبرمجها موسيقي. كما طورت هذه البرمجيات جودة السلاسل السابقة التي كان لها صوت ميكانيكي ولم تتمكن من تشغيل نوطات ذات مدات مختلفة. سمحت المرتبات الموسيقية البرمجية للموسيقيين ببرمجة معزوفات أكثر تعبيرا وأكثر بشرية. يمكن أن تستعمل هذه المرتبات الجديدة أيضا للتحكم في سنثسيزرات خارجية، وبالخصوص وحدات الصوت المركبة في رفوف، وأصبح توفر كل سنثسيزر على آلة مفاتيحه الخاصة غير ضروريا.
مع تطور التكنولوجيا اكتسبت المرتبات المزيد من الميزات، مثل القدرة على تسجيل صوت متعدد المسالك. تسمى المرتبات الموسيقية المستعملة لتسجيل الصوت محطات عمل صوتيات رقمية.
يمكن استعمل عدة مرتبات حديثة للتحكم في آلات افتراضية ضمنية في إضافات البرمجيات. يسمح هذا للموسيقيين بتبديل السنثسيزرات المنفردة باهظة الثمن والمعيقة بمقابلاتها البرمجية.
حاليا يستعمل مصطلح "sequencer" عادة لوصف البرمجيات، لكن المرتبات المادية الملموسة ما زالت موجودة. تملك آلات مفاتيح محطات العمل مرتبات ميدي ضمنية خاصة بها. تتوفر آلات الطبول وبعض السينثسيزرات القديمة على «مرتبات خطوات» (step sequencers) ضمنية خاصة بها. ما زالت توجد مرتبات ميدي مادية مستقلة، لكن الطلب عليها انخفض بشكل كبير بسبب مجموع الميزات المتطورة لمقابلاتها البرمجية.

## أنواع المرتبات الموسيقية
يمكن تصنيف المرتبات الموسيقية حسب أنواع البيانات التي تعالجها، مثل:
- بيانات ميدي على مرتبات ميدي (على هيئة برمجيات أو عتاد)[3]
- بيانات CV/Gate على المرتبات التناظرية (analog sequencers)[4] ومرتبات أخرى (عبر واجهات CV/Gate)

- بيانات الأتمتة لأتمتة الدمج الصوتي على محطات عمل الصوتيات الرقمية[ملاحظة 2][5] وإضافات الموثرات البرمجية / الآلات الموسيقية على محطات عمل الصوتيات الرقمية التي تتضمن ميزات ترتيبية.
- بيانات الصوت على مرتبات الصوت[6][ملاحظة 3] مثل محطات عمل الصوتيات الرقمية، برمجيات مبنية على الحلقات الموسيقية، إلخ؛ أو أجهزة استعيان الجمل (phrase samplers) مثل آلات Groove machines.

## الملاحظات
1. ↑  
تعرف كاتبة على موقع WhatIs.com (whatis.techtarget.com) المرتب الموسيقي على أنه اختصار ل"مرتب ميدي".
  - Margaret Rouse (أبريل 2005). "Define sequencer". WhatIs.com (whatis.techtarget.com). TechTarget. مؤرشف من الأصل في 2015-06-27. In digital audio recording, a sequencer is a program in a computer or stand-alone keyboard unit that puts together a sound sequence from a series (or sequence) of Musical Instrument Digital Interface ( MIDI ) events (operations). The MIDI sequencer allows the user to record and edit a musical performance without using an audio-based input source. ... {{استشهاد ويب}}: |مؤلف= باسم عام (مساعدة) وروابط خارجية في |اقتباس= و|مؤلف= (مساعدة)
2. ↑  
عادة ما يكون التواصل مككنا بين إعدادات الأتمتة على محطة عمل الصوتيات الرقمية ورسائل ميدي (رسائل من نوع Control Changes أو System Exclusive)؛ وفي هذه الحالة يمكن التحكم في هذه الإعدادات في الوقت الفعلي عبر رسائل ميدي سبق تعيينها تنتجها أجهزة تحكم ميدي أو مرتبات ميدي، إلخ. بالإضافة إلى ذلك تسجل إعدادات أتمتة محطات عمل الصوتيات الرقمية على هيئة رسائل ميدي على مرتبات ميدي المضمنة خاصتها.
3. ↑  
كلمة "مرتب موسيقي" كلمة جديدة نسبيا وليس تعريفها واضحا بعد. على سبيل المثال، يشار إلى "محطة عمل صوتيات رقمية تتضمن مرتب ميدي" باستعمال مصطلح "مرتب صوت وميدي"، لكن في هذا الاستعمال يعوض "مرتب موسيقي" مصطلح "محطة عمل صوتيات رقمية".

## وصلات خارجية
- "تاريخ الآلات الموسيقية الإلكترونية والمرتبات الموسيقية". 120 Years of Electronic Music (120years.net). مؤرشف من الأصل في 2020-04-09.
- "مرتبات موسيقية قديمة". Vintage Synth Explorer. مؤرشف من الأصل في 2020-04-09.
- Richmond، Leigh (11 نوفمبر 1974). "Computer hums its own music". Evening Times. Melbourne, FL. ص. A1. مؤرشف من الأصل في 2020-04-09. (مقالة صحفية عن المرتب الموسيقي نشرت سنة 1974)
- "نتائج بحث "audio sequencer""، Google.com، مؤرشف من الأصل في 2020-04-09
- "Amazon.com: مرتبات موسيقية: آلات موسيقية"، Amazon.com، مؤرشف من الأصل في 2020-04-09
- "المتحف الألماني الوطني للآلات الموسيقية الأوتوماتيكية في قصر بروخزال"، website of the Badisches Landesmuseum، مؤرشف من الأصل في 2020-04-09